# エウリック
エウリック（Euric、440年頃 - 484年12月28日）は、西ゴート王国の国王（在位:466年 - 484年）。

## 生涯と治世
兄で前国王のテオドリック2世が死去したことで、466年に西ゴート王となった。その治世下において、ゲルマン法が成文化された（「エウリック法典」）。これは、ゲルマン人によって建てられた国家において、最初に定められた法典とされる。
476年に西ローマ帝国で西方正帝が廃止されると、エウリックは混乱に乗じてフランスの中部からイベリア半島の南部まで勢力圏を広げた。このころからヴァンダル族は西ゴート王国に朝貢し、アフリカに退去したためイベリア半島への入植が進んだ。フランス北部では興ったばかりのフランク王国と争った。
484年に死去。息子のアラリック2世が王位を継承した。